# Dichelus subpilosus
Dichelus subpilosus är en skalbaggsart som beskrevs av Nonfried 1891. Dichelus subpilosus ingår i släktet Dichelus och familjen Melolonthidae. Inga underarter finns listade i Catalogue of Life.